# ثاكابا، غواتيمالا
ثاكابا، غواتيمالا هي بلدية في غواتيمالا، تقع في إدارة زاكابا ، وهي عاصمتها، بلغ عدد سكانها 59,089  نسمة وذلك حسب إحصائيات سنة 2002، تبلغ مساحتها 49 كيلومتر مربع، رمزها البريدي هو 19000.

## الموقع
تشترك في الحدود مع:
- Gualán [الإنجليزية]‏
- Estanzuela [الإنجليزية]‏.

## مدن توأم
المدن التوأم:
- الكزار دي سان خوان
- تاينان.